# Amelia Rose Blaire
Amelia Rose Blaire (Nova Iorque, 20 de novembro de 1987) é uma atriz americana. Ela é mais conhecida por seus papéis em True Blood e Scream.

## Vida pessoal
Amelia nasceu em Nova Iorque e foi criada em Los Angeles.

## Filmografia

### Cinema
| Ano  | Título                        | Papel                   | Nota           |
| ---- | ----------------------------- | ----------------------- | -------------- |
| 2011 | Blown Away                    | Garota sexy             | Curta-metragem |
| 2012 | Sitter Wars                   | Ariel                   | Curta-metragem |
| 2012 | Commencement                  | Christa Richmond        |                |
| 2013 | This Is Where We Go           | Annie                   | Curta-metragem |
| 2013 | The Colony                    | Shelby Baker            | Curta-metragem |
| 2014 | Angels in Stardust            | Loretta                 |                |
| 2015 | Jesse Stone: Lost in Paradise | Amelia 'Charlotte' Hope | Telefilme      |
| 2015 | Caught                        | Paige                   |                |

### Televisão
| Ano       | Título                            | Papel           | Nota                                                         |
| --------- | --------------------------------- | --------------- | ------------------------------------------------------------ |
| 2002      | Strong Medicine                   | Jane Kellher    | Temporada 3, Episódio 11                                     |
| 2010      | Drop Dead Diva                    | Abbey Tildon    | Temporada 2, Episódio 12                                     |
| 2010      | 90210                             | Laura Mathison  | Temporada 3, 4 episódios                                     |
| 2011      | The Protector                     | Bridget         | Temporada 1, Episódio 6                                      |
| 2011      | Grimm                             | Sarah Jessup    | Temporada 1, Episódio 5                                      |
| 2012      | Touch                             | Natalie         | Temporada 1, Episódio 7                                      |
| 2012      | The Glades                        | Brooke Hudson   | Temporada 3, Episódio 2                                      |
| 2012      | Perception                        | Annie           | Temporada 1, Episódio 8                                      |
| 2012      | Royal Pains                       | Fiona           | Temporada 4, Episódio 12                                     |
| 2013-2014 | True Blood                        | Willa Burrell   | Temporada 6, Elenco recorrente Temporada 7, Elenco principal |
| 2013      | Law & Order: Special Victims Unit | Nicole Price    | Temporada 15, Episódio 5                                     |
| 2014      | The Mentalist                     | Bibby Fortensky | Temporada 7, Episódio 4                                      |
| 2015      | Grey's Anatomy                    | Hillary List    | Temporada 11, Episódio 12                                    |
| 2015      | Blue Bloods                       | Sarah Grant     | Temporada 5, Episódio 18                                     |
| 2015-2016 | Scream                            | Piper Shaw      | Temporadas 1 e 2, Elenco recorrente                          |
| 2016      | Criminal Minds                    | Violet          | Temporada 11, Episódio 14                                    |

### Jogo eletrônico
| Ano  | Título                | Papel             | Nota                                                                     |
| ---- | --------------------- | ----------------- | ------------------------------------------------------------------------ |
| 2016 | Quantum Break         | Amy Ferrero (voz) | Interpreta a personagem no episódio "Lifeboat Protocol" da série digital |
| 2018 | Detroit: Become Human | WR400 "Tracis"    | Interpreta WR400 #429 671, além de outras Tracis                         |